# ウラクタス
ウラクタス（アイルランド語: Oireachtas [ˈiːɾʲəxt̪ˠasˠ] 英語発音: [ˈɛrəktəs]、英語: National Parliament、「国民議会」）は、アイルランドの議会。二院制をとっており、上院に相当するシャナズ・エアラン（Seanad Éireann：アイルランド元老院）と下院に相当するドイル・エアラン（Dáil Éireann：アイルランド代議院）で構成され、直接選挙で選出されるドイル・エアランにより強い権限が与えられている。両院ともに現在はダブリンのレンスター・ハウス（18世紀にリンスター公爵の宮殿として建設された）に議場が設けられている。

## 構成
下院のドイル・エアランは国民の普通選挙により166人の議員が選出され、任期は5年となっている。首相（ティーショク Taoiseach）には下院の解散権が与えられており、単記移譲式投票に基づく比例代表制により票が割り振られる。上院議員の定数は60人で、首相による任命、間接選挙による選出、大学教授などで構成されている。

## 役割
法律の成立には基本的に両院の賛成を必要とし、その後大統領のサインにより執行される。しかし多くの場合では大統領は法案を拒否せず、上院も下院の決定に反する決議を行うことはない。つまり、立法機構において最大の権力を有しているのは下院のドイル・エアランである。法律の条文は「以下の法はウラクタスにより成立し…」で始まる。

### 権限
ウラクタスに与えられている権限を以下に示す。
- 立法および予算の承認。
- 条例の作成。
- 憲法改正の提案。決定は国民投票にゆだねられる。
- 軍隊の動員。
- 外交上の取り決めを国内法として施行させる。
- 特定の法律を域外にも適用させる。
- 国家の非常事態にあると判断される時に必要な法を成立させる。

### 制約
- 法は憲法に矛盾してはならない。
- 紛争時にはEU法が国内法と同様に扱われる。
- 法の適用は設立よりも過去には遡及しない。
- いかなる犯罪の処罰にも死刑は用いない。
- 憲法修正第3条により、ウラクタスには北アイルランドに関する立法権を有さない。

## 歴史
ウラクタス (Oireachtas) という言葉は古アイルランド語に由来しており、現在までのアイルランド史では1922年から1937年に存在したアイルランド自由国の議会と、現在のアイルランド共和国の議会について用いられている。
アイルランドにおける最初の近代的な議会は、1800年まで存在したアイルランド議会 (Parliament of Ireland) である。この議会は13世紀末以来の長い歴史を持ち、アイルランド全域を統治したが、その権威はイングランド王国、後にはイギリスの議会に従属していた。この議会はアイルランド王（イングランド王が兼ねる）と貴族院、庶民院で構成されていた。1800年にアイルランド議会は合同法を成立させて自身を解散した。この法律により、アイルランドはイギリス（グレートブリテン王国）と新たに連合王国（グレートブリテンおよびアイルランド連合王国）を構成することになったが、この決定には多額の賄賂が用いられた。
次に成立した議会は、1919年のアイルランド議会である。これはアイルランド民族主義者により設立された一院制の議会であり、ドイル・エアランと呼ばれた。第1回議会では形式的にアイルランド島全土の統治を確認した。この議会と並行してイギリス政府はアイルランド自治法を成立させ、南アイルランド議会を設立したが、アイルランド人政治家によりボイコットされた。この議会はグレートブリテンおよびアイルランド連合王国国王と下院、上院で構成されていた。1922年にアイルランド自由国憲法が制定されるとこの議会は正式に解散された。自由国では二院制がとられたが、上院については1935年にいったん廃止された。その後1937年にアイルランド共和国憲法が制定され、現在の立法機構が設立された。

## 北アイルランドの統治問題
制定当時の現行憲法では、第3条において「この憲法に基づき設けられる議会と政府の権限はアイルランド全島に及ぶ」と述べられていた。独立戦争で活躍し、後に大統領となったエイモン・デ・ヴァレラは北アイルランド代表の議席を議会に設けることに反対していた。これは「代表なき課税」ならぬ「課税なき代表」であり、法の精神に違すると考えたためである。これらの議論にかかわらず、上院議員の中には首相により北アイルランドから任命された者が存在した。
最近シン・フェイン党は北アイルランド議会、イギリス下院、欧州議会の議員にはドイル・エアランへ参加する権利があると主張している。2005年にアイルランド首相のバーティ・アハーンは、北アイルランド議会議員のドイル・エアランでの演説を認めるべきだと述べた。この首相の考えに対し、フィナ・ゲール（統一アイルランド党）、労働党、緑の党など多くの政党が反対している。アイルランドにおけるメディアでは賛否が分かれている。